# Max Kurzweil
Maximilian Franz Viktor Zdenko Marie Kurzweil (Bzenec, 12 de outubro de 1867 – Viena, 9 de maio de 1916) foi um pintor e gravador austríaco. Em 1897, foi um dos fundadores da Secessão de Viena.
Sepultado no Hütteldorfer Friedhof, Viena.